# Lijst van rijksmonumenten in Haaksbergen (gemeente)
De gemeente Haaksbergen telt 59 inschrijvingen in het rijksmonumentenregister. Hieronder een overzicht.

## Brammelo
| Object    | Oorspronkelijke functie? | Bouwjaar | Architect | Locatie            | Coördinaten?                 | Nr.?  | Afbeelding        |
| --------- | ------------------------ | -------- | --------- | ------------------ | ---------------------------- | ----- | ----------------- |
| 'De Haar' | Boerderij                | 18e eeuw |           | Eibergsestraat 250 | 52° 8' 39" NB, 6° 41' 27" OL | 18860 | Meer afbeeldingen |

## Buurse
| Object                          | Oorspronkelijke functie? | Bouwjaar  | Architect | Locatie                   | Coördinaten?                 | Nr.?  | Afbeelding        |
| ------------------------------- | ------------------------ | --------- | --------- | ------------------------- | ---------------------------- | ----- | ----------------- |
| Boerderij onder pannen zadeldak | Boerderij                |           |           | Alsteedseweg 50           | 52° 8' 12" NB, 6° 51' 6" OL  | 18854 | Meer afbeeldingen |
| Schaapskooi                     | Boerderij                | 18e eeuw  |           | Alsteedseweg 60           | 52° 7' 47" NB, 6° 51' 50" OL | 18855 | Upload foto       |
| 'De Bommelas'                   | Boerderij                |           |           | Bommelaspad               | 52° 9' 27" NB, 6° 47' 52" OL | 18858 | Meer afbeeldingen |
| Boerderij onder pannen zadeldak | Boerderij                | 1707/1834 |           | Haaksbergerweg 13         | 52° 8' 38" NB, 6° 48' 53" OL | 18864 | Meer afbeeldingen |
| Schuur                          | Boerderij                | 18e eeuw  |           | Zendvelderweg tegenover 7 | 52° 8' 19" NB, 6° 49' 41" OL | 18886 | Meer afbeeldingen |

## Haaksbergen
De plaats Haaksbergen telt 20 inschrijvingen in het rijksmonumentenregister. Zie Lijst van rijksmonumenten in Haaksbergen (plaats) voor een overzicht.

## Langelo
De buurtschap Langelo telt 17 inschrijvingen in het rijksmonumentenregister.
| Object | Oorspronkelijke functie?  | Bouwjaar                | Architect  | Locatie              | Coördinaten?                 | Nr.?   | Afbeelding        |
| --- | ------------------------- | ----------------------- | ---------- | -------------------- | ---------------------------- | ------ | ----------------- |
| Boerderij onder pannen zadeldak, aan de voorzijde houten topschild, aan de achterzijde wolfschild               | Boerderij                 |                         |            | Aaftinksweg 17       | 52° 8' 28" NB, 6° 42' 37" OL | 18853  | Meer afbeeldingen |
| 'Het Assink' | Boerderij                 |                         |            | Aaftinksweg 8        | 52° 8' 9" NB, 6° 41' 39" OL  | 18856  | Meer afbeeldingen |
| Bedrijfsgebouw een geheel uitmakend met het naastliggende watermolencomplex                                     | Industrie                 | vermoedelijk 18e eeuw   |            | Korenmolenweg bij 23 | 52° 8' 14" NB, 6° 43' 58" OL | 18869  | Meer afbeeldingen |
| Boerderij met zadeldak, gedekt met pannen                                                                       | Boerderij                 |                         |            | Laarveldsweg 19      | 52° 8' 31" NB, 6° 43' 28" OL | 18870  | Meer afbeeldingen |
| Boerderij onder pannen zadeldak, houten topschilden                                                             | Boerderij                 |                         |            | Lankheterweg 3       | 52° 8' 2" NB, 6° 43' 20" OL  | 18871  | Meer afbeeldingen |
| Boerderij onder pannen zadeldak, aan de voorzijde een houten topgevel, aan de achterzijde afgewolfd             | Boerderij                 |                         |            | Lankheterweg 4       | 52° 7' 60" NB, 6° 43' 16" OL | 18872  | Meer afbeeldingen |
| Boerderij-cafe op T-vormige plattegrond                                                                         | Boerderij                 |                         |            | Scholtenhagenweg 36  | 52° 8' 47" NB, 6° 43' 37" OL | 18881  | Meer afbeeldingen |
| Karelskamp | Dienstwoning              | 1839                    |            | Scholtenhagenweg 38  | 52° 8' 47" NB, 6° 43' 35" OL | 18882  | Meer afbeeldingen |
| Boerderij onder zadeldak met pannen gedekt                                                                      | Boerderij                 |                         |            | Veddersweg 15        | 52° 8' 8" NB, 6° 42' 40" OL  | 18884  | Meer afbeeldingen |
| Eenvoudige boerderijtje onder pannen zadeldak                                                                   | Boerderij                 |                         |            | Watermolenweg 4      | 52° 8' 7" NB, 6° 43' 49" OL  | 18885  | Meer afbeeldingen |
| Oostendorper watermolen                                                                                         | Industrie- en poldermolen | 1633                    |            | Watermolenweg 3      | 52° 8' 11" NB, 6° 43' 52" OL | 18887  | Meer afbeeldingen |
| Jachthuis | Tuin, park en plantsoen   | laat 19e/vroeg 20e eeuw |            | Aaftinksweg 6        | 52° 8' 9" NB, 6° 41' 39" OL  | 18888  | Jachthuis         |
| Bijzonder karakteristiek Twents boerderij-complex, bestaande uit boerderij, schuur en twee aangebouwde spiekers | Boerderij                 | 1886 (boerderij)        |            | Weerninksweg 10      | 52° 8' 49" NB, 6° 42' 53" OL | 333490 | Meer afbeeldingen |
| Lillesjoen | Tuin, park en plantsoen   | 1920                    |            | Assinkweg 10         | 52° 7' 36" NB, 6° 42' 0" OL  | 507747 | Lillesjoen        |
| Eenvoudig groot smeedijzeren inrijhek tussen identieke zandstenen hekpijlers                                    | Erfscheiding              | 1895                    |            | Assinkweg 10         | 52° 7' 36" NB, 6° 41' 60" OL | 507748 | Upload foto       |
| Twee zandstenen pijlers                                                                                         | Erfscheiding              |                         |            | Assinkweg 10         | 52° 7' 36" NB, 6° 42' 0" OL  | 507749 | Upload foto       |
| Muziekkoepel Scholtenhagen                                                                                      | Welzijn, kunst en cultuur | 1925                    | J. Nijhuis | Scholtenhagenweg 36  | 52° 8' 46" NB, 6° 43' 34" OL | 507756 | Meer afbeeldingen |

## Overig buitengebied Haaksbergen
| Object                                                                           | Oorspronkelijke functie?  | Bouwjaar                | Architect | Locatie                              | Coördinaten?                  | Nr.?   | Afbeelding                   |
| -------------------------------------------------------------------------------- | ------------------------- | ----------------------- | --------- | ------------------------------------ | ----------------------------- | ------ | ---------------------------- |
| Markepaal, geeft de scheiding aan de marken Holthuizen en Honesch                | Grensafbakening           | 18e eeuw                |           | Binnenveldweg bij 38                 | 52° 10' 34" NB, 6° 41' 36" OL | 18857  | Meer afbeeldingen            |
| 'Brummelhoes'                                                                    | Boerderij                 |                         |           | Brummelhuizerbrink 31                | 52° 11' 38" NB, 6° 40' 38" OL | 18859  | Meer afbeeldingen            |
| Boerderij met bovenkamer, blijkens gevelsteen 1772                               | Boerderij                 | 1772                    |           | Hasseltweg 19                        | 52° 8' 36" NB, 6° 44' 13" OL  | 18865  | Meer afbeeldingen            |
| Schaapskooi, gedekt met pannen, een houten topgevel, een eindgevel met wolfeinde | Boerderij                 |                         |           | Klaashuisstraat 62                   | 52° 8' 55" NB, 6° 45' 12" OL  | 18868  | Meer afbeeldingen            |
| Boerenhoeve in baksteen, met pannen gedekt zadeldak                              | Boerderij                 | waarschijnlijk 17e eeuw |           | Molenstraat 96                       | 52° 8' 52" NB, 6° 44' 26" OL  | 18875  | Upload foto                  |
| Twee natuurstenen hekpijlers                                                     | Erfscheiding              | tweede helft 18e eeuw   |           | Morsinkhofweg 36                     | 52° 8' 34" NB, 6° 44' 42" OL  | 18877  | Twee natuurstenen hekpijlers |
| Voormalige blauwververij                                                         | Nijverheid                | 1765                    |           | Morsinkhofweg 36                     | 52° 8' 37" NB, 6° 44' 47" OL  | 18878  | Voormalige blauwververij     |
| Markepaal, geeft de scheiding aan tussen de marken langelo en honesch            | Grensafbakening           |                         |           | Oldenkotsedijk tegenover 51          | 52° 7' 39" NB, 6° 44' 33" OL  | 18879  | Meer afbeeldingen            |
| Grevenpaal                                                                       | Grensafbakening           | 18e eeuw                |           | Grevepaal a/d Boekeloseweg           | 52° 11' 27" NB, 6° 46' 2" OL  | 18880  | Grevenpaal                   |
| Harrevelder Schans                                                               | Fort, vesting en -onderdl | eind 16e/begin 17e eeuw |           | Harrevelder Schans a/d Buurserstraat | 52° 8' 59" NB, 6° 46' 33" OL  | 18889  | Meer afbeeldingen            |
| De Ziepe: boerderij van het hallenhuistype                                       | Boerderij                 | 1915                    |           | Enschedesestraat 188                 | 52° 10' 15" NB, 6° 46' 42" OL | 507739 | Meer afbeeldingen            |
| De Ziepe: driehoekige houten schuur                                              | Boerderij                 | 1915                    |           | Enschedesestraat 188                 | 52° 10' 15" NB, 6° 46' 42" OL | 507740 | Meer afbeeldingen            |
| Stepelerveld                                                                     | Erfscheiding              | 1880                    |           | Kolenbranderweg bij 50               | 52° 11' 10" NB, 6° 45' 24" OL | 507742 | Upload foto                  |
| Boerderij van het Friese kop-romp-type                                           | Boerderij                 | 1928                    |           | Stepelerveldweg 50                   | 52° 11' 11" NB, 6° 45' 11" OL | 507743 | Meer afbeeldingen            |
| Varkensschuur                                                                    | Boerderij                 | 1928                    |           | Kolenbranderweg 50                   | 52° 11' 11" NB, 6° 45' 11" OL | 507744 | Upload foto                  |
| Eenvoudige dienstwoning                                                          | Dienstwoning              | 1928                    |           | Stepelerveldweg 54                   | 52° 11' 13" NB, 6° 45' 9" OL  | 507745 | Eenvoudige dienstwoning      |